# Coupe d'Europe des clubs de basket-ball en fauteuil roulant 2023
Navigation
Saison précédente Saison suivante
La Coupe d'Europe des clubs de basket-ball en fauteuil roulant 2023, ou EuroCup 2023, est la 48e édition de la Coupe d'Europe des clubs de basket-ball en fauteuil roulant, organisée par l'IWBF Europe.

## Tours préliminaires
Les groupes déterminés par tirage au sort ainsi que les allocations des clubs organisateurs des différents plateaux et phases finales ont été annoncés officiellement le 11 octobre 2022. En raison des deux saisons précédentes marquées par la pandémie de Covid-19 en Europe, le classement IWBF retenu est celui datant de l'édition 2019.

### Équipes dispensées de tour préliminaire (qualifications directes)
Les formations suivantes sont directement qualifiées pour les 1/4 de finale de la Ligue des Champions ou la phase finale d'une des trois Euroligues, selon le tableau ci-dessous.
| Équipe                     | Qualification directe pour          | Statut                                                   |
| -------------------------- | ----------------------------------- | -------------------------------------------------------- |
| RSB Thüringia Bulls        | Ligue des Champions (1/4 de finale) | Champion d'Europe 2019                                   |
| BSR Amiab Albacete         | Ligue des Champions (1/4 de finale) | Champion d'Europe 2022                                   |
| UnipolSai Briantea84 Cantù | Euroligue 1                         | Club organisateur de la phase finale de l'EuroCup 1 2023 |
| CP Mideba Extremadura      | Euroligue 2                         | Club organisateur de la phase finale de l'EuroCup 2 2023 |
| Yalova Ortopedikler SK     | Euroligue 3                         | Club organisateur de la phase finale de l'EuroCup 3 2023 |

### Ligue des Champions
Le tour préliminaire de la Ligue des Champions compte trois poules de cinq équipes. Les deux premières équipes se qualifient pour les 1/4 de finale, les troisièmes sont reversées au tour final de l'Euroligue 1 et les quatrièmes à celui de l'Euroligue 2.

#### Groupe A
| PCL Groupe A |                                  |     |   |   |     |     |      |     |       |
|              | Équipe                           | Pts | G | P | PP  | PC  | Diff | Dép | Moy   |
| 1            | Bidaideak Bilbao BSR             | 8   | 4 | 0 | 322 | 270 | +52  |     | 81-68 |
| 2            | Galatasaray SK                   | 7   | 3 | 1 | 305 | 302 | +3   |     | 76-76 |
| 3            | Hornets Le Cannet                | 6   | 2 | 2 | 297 | 251 | +46  |     | 74-63 |
| 4            | Deco Metalferro Amicacci Abruzzo | 5   | 1 | 3 | 250 | 289 | -39  |     | 63-72 |
| 5            | Manchester Revolution            | 4   | 0 | 4 | 264 | 326 | -62  |     | 66-82 |

| Légende | Légende                                                   |
| ------- | --------------------------------------------------------- |
|         | Qualifié pour les 1/4 de finale de la Ligue des Champions |
|         | Qualifié pour la phase finale de l'EuroCup 1              |
|         | Qualifié pour la phase finale de l'EuroCup 2              |
|         | Éliminé                                                   |

#### Groupe B
Le groupe B ne comporte que quatre équipes à la suite du forfait des Turcs du TSK Rehab Merkezi ESK.
| PCL Groupe B (phase préliminaire) |                        |     |   |   |     |     |      |     |       |
|                                   | Équipe                 | Pts | G | P | PP  | PC  | Diff | Dép | Moy   |
| 1                                 | BSR Econy Gran Canaria | 6   | 3 | 0 | 233 | 146 | +87  |     | 78-49 |
| 2                                 | GSD Porto Torres       | 5   | 2 | 1 | 222 | 181 | +41  |     | 74-60 |
| 3                                 | BG Baskets Hamburg     | 4   | 1 | 2 | 171 | 189 | -18  |     | 57-63 |
| 4                                 | Ilan Spwak Ramat Gan   | 3   | 0 | 3 | 123 | 233 | -110 |     | 41-78 |

| Légende | Légende                                  |
| ------- | ---------------------------------------- |
|         | Qualifié pour la finale du groupe        |
|         | Qualifié pour la petite finale du groupe |

Après les rencontres de poule habituelles, un match supplémentaire est disputé pour établir le classement final.
|  | Match de classement 1er-2e   |    |
|  |                              |    |
|  | 4 février 2023, à Las Palmas |    |
|  |                              |    |
|  | BSR Econy Gran Canaria       | 78 |
|  | BSR Econy Gran Canaria       | 78 |
|  | GSD Porto Torres             | 52 |
|  | GSD Porto Torres             | 52 |

|  | Match de classement 3e-4e    |    |
|  |                              |    |
|  | 4 février 2023, à Las Palmas |    |
|  |                              |    |
|  | BG Baskets Hamburg           | 72 |
|  | BG Baskets Hamburg           | 72 |
|  | Ilan Spwak Ramat Gan         | 62 |
|  | Ilan Spwak Ramat Gan         | 62 |

| PCL Groupe C (classement final) |                        |     |   |   |     |     |      |     |       |
|                                 | Équipe                 | Pts | G | P | PP  | PC  | Diff | Dép | Moy   |
| 1                               | BSR Econy Gran Canaria | 8   | 4 | 0 | 311 | 198 | +113 |     | 78-50 |
| 2                               | GSD Porto Torres       | 6   | 2 | 2 | 274 | 259 | +15  |     | 69-65 |
| 3                               | BG Baskets Hamburg     | 6   | 2 | 2 | 243 | 251 | -8   |     | 61-63 |
| 4                               | Ilan Spwak Ramat Gan   | 4   | 0 | 4 | 185 | 305 | -120 |     | 46-76 |

| Légende | Légende                                                   |
| ------- | --------------------------------------------------------- |
|         | Qualifié pour les 1/4 de finale de la Ligue des Champions |
|         | Qualifié pour la phase finale de l'EuroCup 1              |
|         | Qualifié pour la phase finale de l'EuroCup 2              |
|         | Éliminé                                                   |

#### Groupe C
| PCL Groupe C (phase préliminaire) |                                     |     |   |   |     |     |      |     |       |
|                                   | Équipe                              | Pts | G | P | PP  | PC  | Diff | Dép | Moy   |
| 1                                 | CD Ilunion Madrid                   | 8   | 4 | 0 | 307 | 211 | +96  |     | 77-53 |
| 2                                 | RSV Lahn-Dill                       | 7   | 3 | 1 | 288 | 230 | +58  |     | 72-58 |
| 3                                 | ASD Santo Stefano Sport             | 6   | 2 | 2 | 275 | 262 | +13  |     | 69-66 |
| 4                                 | CS Meaux BF                         | 5   | 1 | 3 | 220 | 277 | -57  |     | 55-69 |
| 5                                 | Interwetten Coloplast Sitting Bulls | 4   | 0 | 4 | 187 | 297 | -110 |     | 47-74 |

| Légende | Légende                                                   |
| ------- | --------------------------------------------------------- |
|         | Qualifié pour les 1/4 de finale de la Ligue des Champions |
|         | Qualifié pour la phase finale de l'EuroCup 1              |
|         | Qualifié pour la phase finale de l'EuroCup 2              |
|         | Éliminé                                                   |

### Euroligue 1
Le tour préliminaire de l'Euroligue 1 compte deux poules de cinq équipes. Les premières de chaque poule se qualifient pour le tour final de l'Euroligue 1, les deuxièmes pour celui de l'Euroligue 2 et les troisièmes à celui de l'Euroligue 3.

#### Groupe A
| PEL1 Groupe A |                           |     |   |   |     |     |      |     |       |
|               | Équipe                    | Pts | G | P | Pm  | Pe  | Diff | Dép | Moy   |
| 1             | CTH Lannion               | 8   | 4 | 0 | 286 | 188 | +98  |     | 72-47 |
| 2             | Beit Halochem Haïfa       | 7   | 3 | 1 | 254 | 221 | +33  |     | 64-55 |
| 3             | Pilatus Dragons RCZS      | 6   | 2 | 2 | 224 | 164 | +60  |     | 56-41 |
| 4             | ASD Handicap Sport Varese | 5   | 1 | 3 | 217 | 263 | -46  |     | 54-66 |
| 5             | SC Only Friends Amsterdam | 4   | 0 | 4 | 147 | 292 | -145 |     | 37-73 |

| Légende | Légende                                      |
| ------- | -------------------------------------------- |
|         | Qualifié pour la phase finale de l'EuroCup 1 |
|         | Qualifié pour la phase finale de l'EuroCup 2 |
|         | Qualifié pour la phase finale de l'EuroCup 3 |
|         | Éliminé                                      |

#### Groupe B
Les Néerlandais du SC DeVeDo déclarent forfait avant la compétition. Ils sont remplacés par les Bosniaques du KKI Zmaj Gradačac qui participent en tant qu'invités, dont les résultats sont pris en compte pour le classement mais qui ne peuvent se qualifier pour un tour final.
| PEL1 Groupe B |                              |     |   |   |     |     |      |     |       |
|               | Équipe                       | Pts | G | P | Pm  | Pe  | Diff | Dép | Moy   |
| 1             | ASD Padova Millennium Basket | 8   | 4 | 0 | 259 | 192 | +67  |     | 65-48 |
| 2             | RSC Köln 99ers               | 7   | 3 | 1 | 280 | 212 | +68  |     | 70-53 |
| 3             | London Titans                | 6   | 2 | 2 | 242 | 227 | +15  |     | 61-57 |
| 4             | KKI Vrbas Banja Luka         | 5   | 1 | 3 | 233 | 287 | -54  |     | 58-72 |
| 5             | KKI Zmaj Gradačac            | 4   | 0 | 4 | 200 | 296 | -96  |     | 50-74 |

| Légende | Légende                                      |
| ------- | -------------------------------------------- |
|         | Qualifié pour la phase finale de l'EuroCup 1 |
|         | Qualifié pour la phase finale de l'EuroCup 2 |
|         | Qualifié pour la phase finale de l'EuroCup 3 |
|         | Éliminé                                      |
|         | Invité                                       |

### Euroligue 2
Le tour préliminaire de l'Euroligue 2 compte deux poules de cinq équipes. Les premières de chaque poule se qualifient pour le tour final de l'Euroligue 2 et les deuxièmes pour celui de l'Euroligue 3.

#### Groupe A
Les Français du HSB Marseille déclarent forfait avant le début de la compétition mais ne sont pas remplacés.
| PEL2 Groupe A |                         |     |   |   |     |     |      |     |       |
|               | Équipe                  | Pts | G | P | Pm  | Pe  | Diff | Dép | Moy   |
| 1             | Fenerbahçe Göksel Çelik | 6   | 3 | 0 | 282 | 151 | +131 |     | 94-50 |
| 2             | Izmir Büyükşehir        | 5   | 2 | 1 | 209 | 179 | +30  |     | 70-60 |
| 3             | KS Scyzory Kielce       | 4   | 1 | 2 | 145 | 200 | -55  |     | 48-67 |
| 4             | Meylan Grenoble HB      | 3   | 0 | 3 | 149 | 255 | -106 |     | 50-85 |

| Légende | Légende                                  |
| ------- | ---------------------------------------- |
|         | Qualifié pour la finale du groupe        |
|         | Qualifié pour la petite finale du groupe |

Après les rencontres de poule habituelles, un match supplémentaire est disputé pour établir le classement final.
|  | Match de classement 1er-2e |    |
|  |                            |    |
|  | 11 mars 2023, à Izmir      |    |
|  |                            |    |
|  | Fenerbahçe Göksel Çelik    | 69 |
|  | Fenerbahçe Göksel Çelik    | 69 |
|  | Izmir Büyükşehir           | 56 |
|  | Izmir Büyükşehir           | 56 |

|  | Match de classement 3e-4e |    |
|  |                           |    |
|  | 11 mars 2023, à Izmir     |    |
|  |                           |    |
|  | KS Scyzory Kielce         | 69 |
|  | KS Scyzory Kielce         | 69 |
|  | Meylan Grenoble HB        | 57 |
|  | Meylan Grenoble HB        | 57 |

| PEL2 Groupe A (classement final) |                         |     |   |   |     |     |      |     |       |
|                                  | Équipe                  | Pts | G | P | Pm  | Pe  | Diff | Dép | Moy   |
| 1                                | Fenerbahçe Göksel Çelik | 8   | 4 | 0 | 351 | 207 | +144 |     | 88-52 |
| 2                                | Izmir Büyükşehir        | 6   | 2 | 2 | 265 | 248 | +17  |     | 66-62 |
| 3                                | KS Scyzory Kielce       | 6   | 2 | 2 | 214 | 257 | -43  |     | 54-64 |
| 4                                | Meylan Grenoble HB      | 4   | 0 | 4 | 206 | 324 | -118 |     | 52-81 |

| Légende | Légende                                      |
| ------- | -------------------------------------------- |
|         | Qualifié pour la phase finale de l'EuroCup 2 |
|         | Qualifié pour la phase finale de l'EuroCup 3 |
|         | Éliminé                                      |

#### Groupe B
Les Turcs de Gazişehir Gaziantep SC sont contraints au forfait en raison de la catastrophe naturelle touchant leur pays. Ils sont remplacés par les Français du CVH Gennevilliers qui participent en tant qu'invités, dont les résultats sont pris en compte pour le classement mais qui ne peuvent se qualifier pour un tour final.
| PEL2 Groupe B |                            |     |   |   |     |     |      |     |       |
|               | Équipe                     | Pts | G | P | Pm  | Pe  | Diff | Dép | Moy   |
| 1             | Hyères HC                  | 8   | 4 | 0 | 326 | 243 | +83  |     | 82-61 |
| 2             | Hurricane 92 Gennevilliers | 7   | 3 | 1 | 318 | 283 | +35  |     | 80-71 |
| 3             | Toulouse Iron Club         | 6   | 2 | 2 | 297 | 262 | +35  |     | 74-66 |
| 4             | Beit Halochem Tel Aviv     | 5   | 1 | 3 | 283 | 296 | -13  |     | 71-74 |
| 5             | RBB Flink Stones Graz      | 4   | 0 | 4 | 199 | 339 | -140 |     | 50-85 |

| Légende | Légende                                      |
| ------- | -------------------------------------------- |
|         | Qualifié pour la phase finale de l'EuroCup 2 |
|         | Qualifié pour la phase finale de l'EuroCup 3 |
|         | Éliminé                                      |
|         | Invité                                       |

### Euroligue 3
Le tour préliminaire de l'Euroligue 3 compte trois poules de cinq équipes. Seules les premières de chaque poule se qualifient pour le tour final de l'Euroligue 3.

#### Groupe A
Les Turcs de Karabük Demir GSK sont contraints au forfait en raison de la catastrophe naturelle touchant leur pays, cependant ils ne sont pas remplacés et la formule du groupe ne change pas (pas de match de classement supplémentaire le samedi soir).
| PEL3 Groupe A |                                   |     |   |   |     |     |      |     |       |
|               | Équipe                            | Pts | G | P | Pm  | Pe  | Diff | Dép | Moy   |
| 1             | PDM Treviso                       | 6   | 3 | 0 | 223 | 135 | +88  |     | 74-45 |
| 2             | Léopards de Guyenne Bordeaux      | 5   | 2 | 1 | 200 | 190 | +10  |     | 67-63 |
| 3             | KSS Mustang Konin                 | 4   | 1 | 2 | 208 | 219 | -11  |     | 69-73 |
| 4             | Megas Alexandros '94 Thessaloniki | 3   | 0 | 3 | 152 | 239 | -87  |     | 51-80 |

| Légende | Légende                                      |
| ------- | -------------------------------------------- |
|         | Qualifié pour la phase finale de l'EuroCup 3 |
|         | Éliminé                                      |

#### Groupe B
| PEL3 Groupe B |                                  |     |   |   |     |     |      |     |       |
|               | Équipe                           | Pts | G | P | Pm  | Pe  | Diff | Dép | Moy   |
| 1             | Hannover United                  | 7   | 3 | 1 | 312 | 199 | +113 | +13 | 78-50 |
| 2             | BSR Fundación Aliados Valladolid | 7   | 3 | 1 | 308 | 220 | +88  | +1  | 77-55 |
| 3             | Aigles du Puy-en-Velay           | 7   | 3 | 1 | 276 | 202 | +74  | -14 | 69-51 |
| 4             | Special Bergamo Sport Montello   | 5   | 1 | 3 | 216 | 262 | -46  |     | 54-66 |
| 5             | CAP SAAA Paris                   | 4   | 0 | 4 | 134 | 363 | -229 |     | 34-91 |

| Légende | Légende                                      |
| ------- | -------------------------------------------- |
|         | Qualifié pour la phase finale de l'EuroCup 3 |
|         | Éliminé                                      |

#### Groupe C
Les Turcs de KK Turkcell Lefkoşa sont contraints au forfait en raison de la catastrophe naturelle touchant leur pays. Les Belges de Zedelgem Lions annoncent eux aussi leur non participation. Ils sont remplacés par l'équipe junior du Dinamo Sassari, qui participe en tant qu'invité, dont les résultats sont pris en compte pour le classement mais qui ne peut se qualifier pour un tour final.
| PEL3 Groupe C |                                      |     |   |   |     |     |      |     |       |
|               | Équipe                               | Pts | G | P | Pm  | Pe  | Diff | Dép | Moy   |
| 1             | Dinamo Lab Banco di Sardegna Sassari | 6   | 3 | 0 | 234 | 95  | +139 |     | 78-32 |
| 2             | ASD Reggio Calabria BIC              | 5   | 2 | 1 | 168 | 141 | +27  |     | 56-47 |
| 3             | Lille Université Club HB             | 4   | 1 | 2 | 130 | 183 | -53  |     | 43-61 |
| 4             | Dinamo Sassari Junior Team           | 3   | 0 | 3 | 107 | 220 | -113 |     | 36-73 |

| Légende | Légende                                  |
| ------- | ---------------------------------------- |
|         | Qualifié pour la finale du groupe        |
|         | Qualifié pour la petite finale du groupe |

Après les rencontres de poule habituelles, un match supplémentaire est disputé pour établir le classement final.
|  | Match de classement 1er-2e           |    |
|  |                                      |    |
|  | 11 mars 2023, à Sassari              |    |
|  |                                      |    |
|  | Dinamo Lab Banco di Sardegna Sassari | 68 |
|  | Dinamo Lab Banco di Sardegna Sassari | 68 |
|  | ASD Reggio Calabria BIC              | 56 |
|  | ASD Reggio Calabria BIC              | 56 |

|  | Match de classement 3e-4e  |    |
|  |                            |    |
|  | 11 mars 2023, à Sassari    |    |
|  |                            |    |
|  | Lille Université Club HB   | 70 |
|  | Lille Université Club HB   | 70 |
|  | Dinamo Sassari Junior Team | 25 |
|  | Dinamo Sassari Junior Team | 25 |

| PEL3 Groupe C (classement final) |                                      |     |   |   |     |     |      |     |       |
|                                  | Équipe                               | Pts | G | P | Pm  | Pe  | Diff | Dép | Moy   |
| 1                                | Dinamo Lab Banco di Sardegna Sassari | 8   | 4 | 0 | 302 | 151 | +151 |     | 76-38 |
| 2                                | ASD Reggio Calabria BIC              | 6   | 2 | 2 | 224 | 209 | +15  |     | 56-52 |
| 3                                | Lille Université Club HB             | 6   | 2 | 2 | 200 | 208 | -8   |     | 50-52 |
| 4                                | Dinamo Sassari Junior Team           | 4   | 0 | 4 | 132 | 290 | -158 |     | 33-73 |

| Légende | Légende                                      |
| ------- | -------------------------------------------- |
|         | Qualifié pour la phase finale de l'EuroCup 3 |
|         | Éliminé                                      |
|         | Invité                                       |

## Tournois de qualification au tour préliminaire de l'Euroleague 3 2024
Deux tournoix de qualification sont organisés cette saison. Leur vainqueur remporte une place pour le tour préliminaire de l'Euroligue 3 en 2024.

### Groupe A
L'équipe britannique des WBC Bears déclare forfait avant la compétition mais n'est pas remplacée. Le format de la poule est alors modifié (passant d'un mini-championnat de quatre matchs à une phase de poule en 3 rencontres suivie d'un match de classement).
| ELQT Groupe A |                                  |     |   |   |     |     |      |     |       |
|               | Équipe                           | Pts | G | P | Pm  | Pe  | Diff | Dép | Moy   |
| 1             | ASD Firenze Volpi Rosse Menarini | 6   | 3 | 0 | 223 | 152 | +71  |     | 74-51 |
| 2             | Roller Bulls BC Ninane           | 5   | 2 | 1 | 192 | 182 | +10  |     | 64-61 |
| 3             | Élan Chalon BF                   | 4   | 1 | 2 | 175 | 190 | -15  |     | 58-63 |
| 4             | Majd Al Krum                     | 3   | 0 | 3 | 153 | 219 | -66  |     | 51-73 |

| Légende | Légende                                  |
| ------- | ---------------------------------------- |
|         | Qualifié pour la finale du groupe        |
|         | Qualifié pour la petite finale du groupe |

Après les rencontres de poule habituelles, un match supplémentaire est disputé pour établir le classement final.
|  | Match de classement 1er-2e        |    |
|  |                                   |    |
|  | 29 avril 2023, à Chalon-sur-Saône |    |
|  |                                   |    |
|  | ASD Firenze Volpi Rosse Menarini  | 79 |
|  | ASD Firenze Volpi Rosse Menarini  | 79 |
|  | Roller Bulls BC Ninane            | 43 |
|  | Roller Bulls BC Ninane            | 43 |

|  | Match de classement 3e-4e         |    |
|  |                                   |    |
|  | 29 avril 2023, à Chalon-sur-Saône |    |
|  |                                   |    |
|  | Élan Chalon BF                    | 53 |
|  | Élan Chalon BF                    | 53 |
|  | Majd Al Krum                      | 41 |
|  | Majd Al Krum                      | 41 |

| ELQT Groupe A |                                  |     |   |   |     |     |      |     |       |
|               | Équipe                           | Pts | G | P | PP  | PC  | Diff | Dép | Moy   |
| 1             | ASD Firenze Volpi Rosse Menarini | 8   | 4 | 0 | 302 | 195 | +107 |     | 76-49 |
| 2             | Roller Bulls BC Ninane           | 6   | 2 | 2 | 235 | 261 | -26  |     | 59-65 |
| 3             | Élan Chalon BF                   | 6   | 2 | 2 | 228 | 231 | -3   |     | 57-58 |
| 4             | Majd Al Krum                     | 4   | 0 | 4 | 194 | 272 | -78  |     | 49-68 |

| Légende | Légende                          |
| ------- | -------------------------------- |
|         | Qualifié pour l'Euroligue 3 2024 |
|         | Éliminé                          |

### Groupe B
Les Allemands des Hot Rolling Bears Hessen déclarent forfait et sont remplacés par les Espagnols de Fundación FDI Villa de Leganés.
| ELQT Groupe B |                                |     |   |   |     |     |      |     |       |
|               | Équipe                         | Pts | G | P | PP  | PC  | Diff | Dép | Moy   |
| 1             | UCAM Murcia BSR                | 8   | 4 | 0 | 344 | 198 | +146 |     | 86-50 |
| 2             | Fundación FDI Villa de Leganés | 7   | 3 | 1 | 317 | 198 | +119 |     | 79-50 |
| 3             | Panathinaïkos AC               | 6   | 2 | 2 | 238 | 291 | -53  |     | 60-73 |
| 4             | Plymouth Fusion                | 5   | 1 | 3 | 193 | 304 | -111 |     | 48-76 |
| 5             | Rolling Rebels RCSG            | 4   | 0 | 4 | 201 | 302 | -101 |     | 50-76 |

| Légende | Légende                          |
| ------- | -------------------------------- |
|         | Qualifié pour l'Euroligue 3 2024 |
|         | Éliminé                          |

## Phases finales

### Ligue des Champions

#### Quarts de finale
Les deux premiers de chaque poule se qualifient pour le final four, organisé aux Pays-Bas par Basketball Experience NL. Les troisièmes sont reversés au tour final de l'EuroCup 1.

Groupe A

| QF Groupe A | QF Groupe A          | QF Groupe A | QF Groupe A | QF Groupe A | QF Groupe A | QF Groupe A | QF Groupe A | QF Groupe A | QF Groupe A |
|             | Équipe               | Pts         | G           | P           | Pm          | Pe          | Diff        | Dép         | Moy         |
| ----------- | -------------------- | ----------- | ----------- | ----------- | ----------- | ----------- | ----------- | ----------- | ----------- |
| 1           | RSB Thüringia Bulls  | 6           | 3           | 0           | 268         | 198         | +70         |             | 89-66       |
| 2           | CD Ilunion Madrid    | 5           | 2           | 1           | 256         | 214         | +42         |             | 85-71       |
| 3           | Bidaideak Bilbao BSR | 4           | 1           | 2           | 218         | 226         | -8          |             | 73-75       |
| 4           | GSD Porto Torres     | 3           | 0           | 3           | 185         | 289         | -104        |             | 62-96       |

| Légende | Légende                                      |
| ------- | -------------------------------------------- |
|         | Qualifié pour les 1/2 finales                |
|         | Qualifié pour la phase finale de l'EuroCup 1 |
|         | Éliminé                                      |

Groupe B

| QF Groupe B | QF Groupe B            | QF Groupe B | QF Groupe B | QF Groupe B | QF Groupe B | QF Groupe B | QF Groupe B | QF Groupe B | QF Groupe B |
|             | Équipe                 | Pts         | G           | P           | Pm          | Pe          | Diff        | Dép         | Moy         |
| ----------- | ---------------------- | ----------- | ----------- | ----------- | ----------- | ----------- | ----------- | ----------- | ----------- |
| 1           | BSR Amiab Albacete     | 6           | 3           | 0           | 240         | 156         | +84         |             | 80-52       |
| 2           | RSV Lahn-Dill          | 5           | 2           | 1           | 195         | 181         | +14         |             | 65-60       |
| 3           | Galatasaray SK         | 4           | 1           | 2           | 195         | 219         | -24         |             | 65-73       |
| 4           | BSR Econy Gran Canaria | 3           | 0           | 3           | 155         | 229         | -74         |             | 52-76       |

| Légende | Légende                                      |
| ------- | -------------------------------------------- |
|         | Qualifié pour les 1/2 finales                |
|         | Qualifié pour la phase finale de l'EuroCup 1 |
|         | Éliminé                                      |

#### Final Four
|  | 1/2 finales         | 1/2 finales         |                    |    | Finale     | Finale     |
|  | 1/2 finales         | 1/2 finales         |                    |    | Finale     | Finale     |
|  |                     |                     |                    |    |            |            |
|  | 5 mai 2023          | 5 mai 2023          |                    |    | 6 mai 2023 | 6 mai 2023 |
|  | 5 mai 2023          | 5 mai 2023          |                    |    | 6 mai 2023 | 6 mai 2023 |
|  | BSR Amiab Albacete  | 81                  |                    |    | 6 mai 2023 | 6 mai 2023 |
|  | BSR Amiab Albacete  | 81                  |                    |    | 6 mai 2023 | 6 mai 2023 |
|  | CD Ilunion Madrid   | 63                  |                    |    | 6 mai 2023 | 6 mai 2023 |
|  | CD Ilunion Madrid   | 63                  | BSR Amiab Albacete | 77 |            |            |
|  | 5 mai 2023          |                     | BSR Amiab Albacete | 77 |            |            |
|  |                     | RSB Thüringia Bulls | 73                 |    |            |            |
|  | RSB Thüringia Bulls | RSB Thüringia Bulls | 73                 | 68 |            |            |
|  | RSB Thüringia Bulls |                     |                    | 68 |            |            |
|  | RSV Lahn-Dill       | 38                  |                    |    |            |            |
|  | RSV Lahn-Dill       | 38                  | 3e place           |    |            |            |
|  |                     |                     |                    |    |            |            |
|  | 6 mai 2023          |                     |                    |    |            |            |
|  |                     |                     |                    |    |            |            |
|  | CD Ilunion Madrid   | 73                  |                    |    |            |            |
|  | CD Ilunion Madrid   | 73                  |                    |    |            |            |
|  | RSV Lahn-Dill       | 71                  |                    |    |            |            |
|  | RSV Lahn-Dill       | 71                  |                    |    |            |            |

### EuroCup 1

#### Phase de groupes
Groupe A

| FEL1 Groupe A | FEL1 Groupe A                | FEL1 Groupe A | FEL1 Groupe A | FEL1 Groupe A | FEL1 Groupe A | FEL1 Groupe A | FEL1 Groupe A | FEL1 Groupe A | FEL1 Groupe A |
|               | Équipe                       | Pts           | G             | P             | Pm            | Pe            | Diff          | Dép           | Moy           |
| ------------- | ---------------------------- | ------------- | ------------- | ------------- | ------------- | ------------- | ------------- | ------------- | ------------- |
| 1             | ASD Santo Stefano Sport      | 5             | 2             | 1             | 195           | 170           | +25           | +17           | 65-57         |
| 2             | ASD Padova Millennium Basket | 5             | 2             | 1             | 197           | 202           | -5            | -17           | 66-67         |
| 3             | Galatasaray SK               | 4             | 1             | 2             | 201           | 220           | -19           | +6            | 67-73         |
| 4             | Hornets Le Cannet            | 4             | 1             | 2             | 216           | 217           | -1            | -6            | 72-72         |

| Légende | Légende                       |
| ------- | ----------------------------- |
|         | Qualifié pour les 1/2 finales |
|         | Éliminé                       |

Groupe B

| FEL1 Groupe B | FEL1 Groupe B              | FEL1 Groupe B | FEL1 Groupe B | FEL1 Groupe B | FEL1 Groupe B | FEL1 Groupe B | FEL1 Groupe B | FEL1 Groupe B | FEL1 Groupe B |
|               | Équipe                     | Pts           | G             | P             | Pm            | Pe            | Diff          | Dép           | Moy           |
| ------------- | -------------------------- | ------------- | ------------- | ------------- | ------------- | ------------- | ------------- | ------------- | ------------- |
| 1             | Bidaideak Bilbao BSR       | 6             | 3             | 0             | 220           | 159           | +61           |               | 73-53         |
| 2             | UnipolSai Briantea84 Cantù | 5             | 2             | 1             | 152           | 140           | +12           |               | 51-47         |
| 3             | CTH Lannion                | 4             | 1             | 2             | 169           | 205           | -36           |               | 56-68         |
| 4             | BG Baskets Hamburg         | 3             | 0             | 3             | 154           | 191           | -37           |               | 51-64         |

| Légende | Légende                       |
| ------- | ----------------------------- |
|         | Qualifié pour les 1/2 finales |
|         | Éliminé                       |

#### Tableau final
Les équipes classées aux deux premières places de chaque groupe se disputent le titre.
|  | 1/2 finales                  | 1/2 finales          |                         |    | Finale        | Finale        |
|  | 1/2 finales                  | 1/2 finales          |                         |    | Finale        | Finale        |
|  |                              |                      |                         |    |               |               |
|  | 29 avril 2023                | 29 avril 2023        |                         |    | 30 avril 2023 | 30 avril 2023 |
|  | 29 avril 2023                | 29 avril 2023        |                         |    | 30 avril 2023 | 30 avril 2023 |
|  | ASD Santo Stefano Sport      | 75                   |                         |    | 30 avril 2023 | 30 avril 2023 |
|  | ASD Santo Stefano Sport      | 75                   |                         |    | 30 avril 2023 | 30 avril 2023 |
|  | UnipolSai Briantea84 Cantù   | 68                   |                         |    | 30 avril 2023 | 30 avril 2023 |
|  | UnipolSai Briantea84 Cantù   | 68                   | ASD Santo Stefano Sport | 69 |               |               |
|  | 29 avril 2023                |                      | ASD Santo Stefano Sport | 69 |               |               |
|  |                              | Bidaideak Bilbao BSR | 53                      |    |               |               |
|  | Bidaideak Bilbao BSR         | Bidaideak Bilbao BSR | 53                      | 74 |               |               |
|  | Bidaideak Bilbao BSR         |                      |                         | 74 |               |               |
|  | ASD Padova Millennium Basket | 51                   |                         |    |               |               |
|  | ASD Padova Millennium Basket | 51                   | 3e place                |    |               |               |
|  |                              |                      |                         |    |               |               |
|  | 30 avril 2023                |                      |                         |    |               |               |
|  |                              |                      |                         |    |               |               |
|  | UnipolSai Briantea84 Cantù   | 60                   |                         |    |               |               |
|  | UnipolSai Briantea84 Cantù   | 60                   |                         |    |               |               |
|  | ASD Padova Millennium Basket | 43                   |                         |    |               |               |
|  | ASD Padova Millennium Basket | 43                   |                         |    |               |               |

Les équipes classées aux deux dernières places de chaque groupe sont reversées dans ce tableau de classement.
|  | 5e place       |    |
|  |                |    |
|  | 29 avril 2023  |    |
|  |                |    |
|  | Galatasaray SK | 86 |
|  | Galatasaray SK | 86 |
|  | CTH Lannion    | 57 |
|  | CTH Lannion    | 57 |

|  | 7e place           |    |
|  |                    |    |
|  | 29 avril 2023      |    |
|  |                    |    |
|  | Hornets Le Cannet  | 70 |
|  | Hornets Le Cannet  | 70 |
|  | BG Baskets Hamburg | 54 |
|  | BG Baskets Hamburg | 54 |

### EuroCup 2

#### Phase de groupes
Groupe A

| FEL2 Groupe A | FEL2 Groupe A         | FEL2 Groupe A | FEL2 Groupe A | FEL2 Groupe A | FEL2 Groupe A | FEL2 Groupe A | FEL2 Groupe A | FEL2 Groupe A | FEL2 Groupe A |
|               | Équipe                | Pts           | G             | P             | Pm            | Pe            | Diff          | Dép           | Moy           |
| ------------- | --------------------- | ------------- | ------------- | ------------- | ------------- | ------------- | ------------- | ------------- | ------------- |
| 1             | CP Mideba Extremadura | 6             | 3             | 0             | 209           | 161           | +48           |               | 70-54         |
| 2             | Hyères HC             | 5             | 2             | 1             | 189           | 156           | +33           |               | 63-52         |
| 3             | RSC Köln 99ers        | 4             | 1             | 2             | 163           | 170           | -7            |               | 54-57         |
| 4             | Ilan Spwak Ramat Gan  | 3             | 0             | 3             | 135           | 209           | -74           |               | 45-70         |

| Légende | Légende                       |
| ------- | ----------------------------- |
|         | Qualifié pour les 1/2 finales |
|         | Éliminé                       |

Groupe B

| FEL2 Groupe B | FEL2 Groupe B                    | FEL2 Groupe B | FEL2 Groupe B | FEL2 Groupe B | FEL2 Groupe B | FEL2 Groupe B | FEL2 Groupe B | FEL2 Groupe B | FEL2 Groupe B |
|               | Équipe                           | Pts           | G             | P             | Pm            | Pe            | Diff          | Dép           | Moy           |
| ------------- | -------------------------------- | ------------- | ------------- | ------------- | ------------- | ------------- | ------------- | ------------- | ------------- |
| 1             | Fenerbahçe Göksel Çelik          | 5             | 2             | 1             | 249           | 165           | +84           | +27           | 83-55         |
| 2             | Deco Metalferro Amicacci Abruzzo | 5             | 2             | 1             | 204           | 167           | +37           | +2            | 68-56         |
| 3             | CS Meaux BF                      | 5             | 2             | 1             | 199           | 197           | +2            | -25           | 66-66         |
| 4             | Beit Halochem Haïfa              | 3             | 0             | 3             | 132           | 255           | -123          |               | 44-85         |

| Légende | Légende                       |
| ------- | ----------------------------- |
|         | Qualifié pour les 1/2 finales |
|         | Éliminé                       |

#### Tableau final
Les équipes classées aux deux premières places de chaque groupe se disputent le titre.
|  | 1/2 finales                      | 1/2 finales             |                                  |    | Finale        | Finale        |
|  | 1/2 finales                      | 1/2 finales             |                                  |    | Finale        | Finale        |
|  |                                  |                         |                                  |    |               |               |
|  | 29 avril 2023                    | 29 avril 2023           |                                  |    | 30 avril 2023 | 30 avril 2023 |
|  | 29 avril 2023                    | 29 avril 2023           |                                  |    | 30 avril 2023 | 30 avril 2023 |
|  | CP Mideba Extremadura            | 45                      |                                  |    | 30 avril 2023 | 30 avril 2023 |
|  | CP Mideba Extremadura            | 45                      |                                  |    | 30 avril 2023 | 30 avril 2023 |
|  | Deco Metalferro Amicacci Abruzzo | 50                      |                                  |    | 30 avril 2023 | 30 avril 2023 |
|  | Deco Metalferro Amicacci Abruzzo | 50                      | Deco Metalferro Amicacci Abruzzo | 48 |               |               |
|  | 29 avril 2023                    |                         | Deco Metalferro Amicacci Abruzzo | 48 |               |               |
|  |                                  | Fenerbahçe Göksel Çelik | 60                               |    |               |               |
|  | Fenerbahçe Göksel Çelik          | Fenerbahçe Göksel Çelik | 60                               | 82 |               |               |
|  | Fenerbahçe Göksel Çelik          |                         |                                  | 82 |               |               |
|  | Hyères HC                        | 65                      |                                  |    |               |               |
|  | Hyères HC                        | 65                      | 3e place                         |    |               |               |
|  |                                  |                         |                                  |    |               |               |
|  | 30 avril 2023                    |                         |                                  |    |               |               |
|  |                                  |                         |                                  |    |               |               |
|  | CP Mideba Extremadura            | 71                      |                                  |    |               |               |
|  | CP Mideba Extremadura            | 71                      |                                  |    |               |               |
|  | Hyères HC                        | 77                      |                                  |    |               |               |
|  | Hyères HC                        | 77                      |                                  |    |               |               |

Les équipes classées aux deux dernières places de chaque groupe sont reversées dans ce tableau de classement.
|  | 5e place       |    |
|  |                |    |
|  | 29 avril 2023  |    |
|  |                |    |
|  | RSC Köln 99ers | 65 |
|  | RSC Köln 99ers | 65 |
|  | CS Meaux BF    | 57 |
|  | CS Meaux BF    | 57 |

|  | 7e place             |    |
|  |                      |    |
|  | 29 avril 2023        |    |
|  |                      |    |
|  | Ilan Spwak Ramat Gan | 45 |
|  | Ilan Spwak Ramat Gan | 45 |
|  | Beit Halochem Haïfa  | 60 |
|  | Beit Halochem Haïfa  | 60 |

### EuroCup 3

#### Phase de groupes
Groupe A

Le PDM Treviso déclare forfait avant le début de la compétition et n'est pas remplacé.
| FEL3 Groupe A | FEL3 Groupe A          | FEL3 Groupe A | FEL3 Groupe A | FEL3 Groupe A | FEL3 Groupe A | FEL3 Groupe A | FEL3 Groupe A | FEL3 Groupe A | FEL3 Groupe A |
|               | Équipe                 | Pts           | G             | P             | Pm            | Pe            | Diff          | Dép           | Moy           |
| ------------- | ---------------------- | ------------- | ------------- | ------------- | ------------- | ------------- | ------------- | ------------- | ------------- |
| 1             | London Titans          | 4             | 2             | 0             | 143           | 135           | +8            |               | 72-68         |
| 2             | Hannover United        | 3             | 1             | 1             | 125           | 104           | +21           |               | 63-52         |
| 3             | Yalova Ortopedikler SK | 2             | 0             | 2             | 127           | 156           | -29           |               | 64-78         |

| Légende | Légende                       |
| ------- | ----------------------------- |
|         | Qualifié pour les 1/2 finales |
|         | Éliminé                       |

Groupe B

| FEL3 Groupe B | FEL3 Groupe B                        | FEL3 Groupe B | FEL3 Groupe B | FEL3 Groupe B | FEL3 Groupe B | FEL3 Groupe B | FEL3 Groupe B | FEL3 Groupe B | FEL3 Groupe B |
|               | Équipe                               | Pts           | G             | P             | Pm            | Pe            | Diff          | Dép           | Moy           |
| ------------- | ------------------------------------ | ------------- | ------------- | ------------- | ------------- | ------------- | ------------- | ------------- | ------------- |
| 1             | Izmir Büyükşehir                     | 6             | 3             | 0             | 212           | 170           | +42           |               | 71-57         |
| 2             | Dinamo Lab Banco di Sardegna Sassari | 5             | 2             | 1             | 222           | 191           | +31           |               | 74-64         |
| 3             | Toulouse Iron Club                   | 4             | 1             | 2             | 216           | 232           | -16           |               | 72-77         |
| 4             | Pilatus Dragons RCZS                 | 3             | 0             | 3             | 153           | 210           | -57           |               | 51-70         |

| Légende | Légende                       |
| ------- | ----------------------------- |
|         | Qualifié pour les 1/2 finales |
|         | Éliminé                       |

#### Tableau final
Les équipes classées aux deux premières places de chaque groupe se disputent le titre.
|  | 1/2 finales                          | 1/2 finales     |                                      |    | Finale        | Finale        |
|  | 1/2 finales                          | 1/2 finales     |                                      |    | Finale        | Finale        |
|  |                                      |                 |                                      |    |               |               |
|  | 29 avril 2023                        | 29 avril 2023   |                                      |    | 30 avril 2023 | 30 avril 2023 |
|  | 29 avril 2023                        | 29 avril 2023   |                                      |    | 30 avril 2023 | 30 avril 2023 |
|  | London Titans                        | 50              |                                      |    | 30 avril 2023 | 30 avril 2023 |
|  | London Titans                        | 50              |                                      |    | 30 avril 2023 | 30 avril 2023 |
|  | Dinamo Lab Banco di Sardegna Sassari | 78              |                                      |    | 30 avril 2023 | 30 avril 2023 |
|  | Dinamo Lab Banco di Sardegna Sassari | 78              | Dinamo Lab Banco di Sardegna Sassari | 58 |               |               |
|  | 29 avril 2023                        |                 | Dinamo Lab Banco di Sardegna Sassari | 58 |               |               |
|  |                                      | Hannover United | 63                                   |    |               |               |
|  | Izmir Büyükşehir                     | Hannover United | 63                                   | 58 |               |               |
|  | Izmir Büyükşehir                     |                 |                                      | 58 |               |               |
|  | Hannover United                      | 82              |                                      |    |               |               |
|  | Hannover United                      | 82              | 3e place                             |    |               |               |
|  |                                      |                 |                                      |    |               |               |
|  | 30 avril 2023                        |                 |                                      |    |               |               |
|  |                                      |                 |                                      |    |               |               |
|  | London Titans                        | 56              |                                      |    |               |               |
|  | London Titans                        | 56              |                                      |    |               |               |
|  | Izmir Büyükşehir                     | 69              |                                      |    |               |               |
|  | Izmir Büyükşehir                     | 69              |                                      |    |               |               |

Les équipes classées aux deux dernières places de chaque groupe sont reversées dans ce tableau de classement.
|  | 5e place               |    |
|  |                        |    |
|  | 30 avril 2023          |    |
|  |                        |    |
|  | Yalova Ortopedikler SK | 71 |
|  | Yalova Ortopedikler SK | 71 |
|  | Toulouse Iron Club     | 77 |
|  | Toulouse Iron Club     | 77 |

|  | 7e place             |  |
|  |                      |  |
|  | 30 avril 2023        |  |
|  |                      |  |
|  | -                    |  |
|  |                      |  |
|  | Pilatus Dragons RCZS |  |
|  |                      |  |

## Classements finaux
|                    | Ligue des Champions                     | Ligue des Champions | Euroligue 1                  | Euroligue 1 | Euroligue 2                      | Euroligue 2 | Euroligue 3                          | Euroligue 3 |
| Rang               | Équipe                                  | V-D                 | Équipe                       | V-D         | Équipe                           | V-D         | Équipe                               | V-D         |
| ------------------ | --------------------------------------- | ------------------- | ---------------------------- | ----------- | -------------------------------- | ----------- | ------------------------------------ | ----------- |
| Médaille d'or      | BSR Amiab Albacete                      | 5-0                 | ASD Santo Stefano Sport      | 4-1         | Fenerbahçe Göksel Çelik          | 4-1         | Hannover United                      | 3-1         |
| Médaille d'argent  | RSB Thüringia Bulls                     | 4-1                 | Bidaideak Bilbao BSR         | 4-1         | Deco Metalferro Amicacci Abruzzo | 3-2         | Dinamo Lab Banco di Sardegna Sassari | 3-2         |
| Médaille de bronze | CD Ilunion Madrid                       | 3-2                 | UnipolSai Briantea84 Cantù   | 3-2         | Hyères HC                        | 3-2         | Izmir Büyükşehir                     | 4-1         |
| 4                  | RSV Lahn-Dill                           | 2-3                 | ASD Padova Millennium Basket | 2-3         | CP Mideba Extremadura            | 3-2         | London Titans                        | 2-2         |
| 5                  | Bidaideak Bilbao BSR Galatasaray SK     | 1-2 1-2             | Galatasaray SK               | 2-2         | RSC Köln 99ers                   | 2-2         | Toulouse Iron Club                   | 2-2         |
| 6                  | Bidaideak Bilbao BSR Galatasaray SK     | 1-2 1-2             | CTH Lannion                  | 1-3         | CS Meaux BF                      | 2-2         | Yalova Ortopedikler SK               | 0-3         |
| 7                  | GSD Porto Torres BSR Econy Gran Canaria | 0-3 0-3             | Hornets Le Cannet            | 2-2         | Beit Halochem Haïfa              | 1-3         | Pilatus Dragons RCZS                 | 0-3         |
| 8                  | GSD Porto Torres BSR Econy Gran Canaria | 0-3 0-3             | BG Baskets Hamburg           | 0-4         | Ilan Spwak Ramat Gan             | 0-4         | -                                    | -           |

## Classement IWBF des clubs à l'issue de la saison
L'IWBF édite chaque année un classement basé sur les performances des clubs dans les compétitions européennes sur les trois dernières années (hors saisons annulées ou au format modifiés en raison de la pandémie de Covid-19 en Europe). Il permet de répartir les équipes dans les quatre divisions du tour préliminaire de l'EuroCup.
Classement arrêté à la fin de la saison 2022-2023
| Place | Équipe                               | Points | Évolution après 2023 |
| ----- | ------------------------------------ | ------ | -------------------- |
| 1     | RSB Thüringia Bulls                  | 399    | en stagnation        |
| 2     | CD Ilunion Madrid                    | 390    | en stagnation        |
| 3     | BSR Amiab Albacete                   | 382    | +2                   |
| 3     | RSV Lahn-Dill                        | 382    | en stagnation        |
| 5     | Bidaideak Bilbao BSR                 | 367    | +1                   |
| 6     | Galatasaray SK                       | 352    | +2                   |
| 7     | Unipol Sai Briantea84 Cantú          | 307    | -3                   |
| 8     | Hornets Le Cannet                    | 270    | +3                   |
| 9     | BSR ACE Gran Canaria                 | 268    | +4                   |
| 10    | BG Baskets Hamburg                   | 264    | en stagnation        |
| 11    | GSD Porto Torres                     | 254    | +3                   |
| 12    | ASD Santo Stefano Sport              | 250    | +18                  |
| 13    | DECO Metalferro Amicacci Abruzzo     | 233    | -4                   |
| 14    | ASD Padova Millennium Basket ONLUS   | 227    | +17                  |
| 15    | CTH Lannion                          | 213    | +19                  |
| 16    | CS Meaux BF                          | 207    | -4                   |
| 17    | RSC Köln 99ers                       | 174    | +1                   |
| 18    | Manchester Revolution                | 193    | -4                   |
| 19    | Ilan Ramat Gan                       | 192    | -3                   |
| 20    | Interwetten Coloplast Sitting Bulls  | 191    | -1                   |
| 21    | CP Mideba Extremadura                | 184    | +6                   |
| 22    | Beit Halochem Haïfa                  | 175    | en stagnation        |
| 23    | Fenerbahçe Göksel Çelik              | 160    | +18                  |
| 24    | Beşiktaş JK                          | 128    | -20                  |
| 25    | Pilatus Dragons RCZS                 | 117    | -1                   |
| 26    | Hyères HC                            | 111    | +23                  |
| 26    | London Titans                        | 111    | -1                   |
| 28    | Sheffield Steelers                   | 110    | -11                  |
| 29    | Izmir Büyükşehir                     | 102    | +6                   |
| 30    | KKI Vrbas Banja Luka                 | 94     | +1                   |
| 31    | TSK Rehab Merkezi Engelliler SK      | 90     | -11                  |
| 32    | ASD Handicap Sport Varese            | 88     | -4                   |
| 33    | SC Only Friends Amsterdam            | 86     | en stagnation        |
| 34    | Toulouse IC                          | 79     | +3                   |
| 35    | BasKI TSOP                           | 77     | -14                  |
| 36    | SSD Santa Lucia                      | 76     | -10                  |
| 37    | BKIS Nevskiy Alyans VOI              | 74     | -14                  |
| 38    | Yalova Ortopedikler SK               | 72     | +1                   |
| 39    | Beit Halochem Tel Aviv               | 68     | -1                   |
| 40    | PDM Treviso                          | 62     | +6                   |
| 41    | RBB Flink Stones Graz                | 61     | +3                   |
| 42    | Hannover United                      | 60     | entrée               |
| 43    | Meylan Grenoble HB                   | 58     | -1                   |
| 44    | Dinamo Lab Banco di Sardegna Sassari | 54     | entrée               |
| 44    | KS Pactum Scyzory Kielce             | 54     | +8                   |
| 46    | SC Devedo                            | 45     | -10                  |
| 47    | Kardemir Karabükspor Kulübü          | 40     | -18                  |
| 48    | Megas Alexandros '94 Thessaloniki    | 39     | +8                   |
| 49    | Léopards de Guyenne Bordeaux         | 36     | +9                   |
| 49    | Gazişehir Gaziantep SC               | 36     | -4                   |
| 51    | CAPSAAA Paris                        | 33     | en stagnation        |
| 52    | Iberconsa Amfiv Vigo                 | 30     | -12                  |
| 53    | Aigles du Puy-en-Velay               | 29     | +9                   |
| 53    | Les Aigles de Meyrin                 | 29     | -11                  |
| 55    | BSR Fundación Aliados Valladolid     | 24     | +5                   |
| 55    | ASD Reggio Calabria BIC              | 24     | entrée               |
| 57    | Girne American University WBT        | 22     | -3                   |
| 58    | Lille Université Club HB             | 21     | entrée               |
| 58    | KSS Mustang Konin                    | 21     | ?                    |
| 60    | IKS GTM Konstancin                   | 20     | -7                   |
| 61    | WB Studánka Pardubice                | 19     | -1                   |
| 62    | Special Bergamo Sport Montello       | 18     | entrée               |
| 62    | HSB Marseille                        | 18     | -13                  |
| 64    | Antwerp GEMBO Players                | 17     | -15                  |
| 65    | Krylja Barsa Kazan                   | 16     | -9                   |
| 66    | LTRSN Łódź                           | 15     | -7                   |
| 67    | Rhine River Rhinos Wiesbaden         | 14     | -20                  |
| 67    | KIK Zmaj Gradačac                    | 14     | -7                   |